# Службовий етикет
Службовий етикет — це напрям службового спілкування. В його основі лежить розуміння службової місії і, насамперед, розуміння важливості питання, яке обговорюється. Службове спілкування на будь-якому рівні повинно бути проникнуте усвідомленням і переконанням, що питання, яке обговорюється, в однаковій мірі важливе як для комунікатора, так і для реципієнта.